# Rafael Orozco Maestre
Rafael José Orozco Maestre, född den 24 mars 1954 i Becerril, Colombia, död 11 juni 1992 i Barranquilla, Colombia,  var en colombiansk sångare. Han var sångare i gruppen Binomio de Oro de América och en av de bästa sångarna i Colombia. Han komponerade låten "Solo Para Ti" speciellt för sin fru 1991.
1992 dödades han av en beväpnad man utanför sitt hem. 
2012 släpptes en telenovela som heter "Rafael Orozco, el ídolo" som är baserad på hans liv.

## Diskografi
- 1975 - Adelante
- 1975 - Con emoción
- 1977 - Binomio de oro
- 1977 - Por lo alto
- 1978 - Enamorado como siempre
- 1978 - Los Elegidos
- 1979 - Súper vallenato
- 1980 - Clase aparte
- 1980 - De caché
- 1981 - 5 años de oro
- 1982 - Festival vallenato
- 1982 - Fuera de serie
- 1983 - Mucha calidad
- 1984 - Somos vallenato
- 1985 - Superior
- 1986 - Binomio de oro
- 1987 - En concierto
- 1988 - Internacional
- 1989 - De Exportación
- 1990 - De fiesta con binomio de oro
- 1991 - De américa
- 1991 - Por siempre